# Caproni Ca.3
Il Caproni Ca.3 fu il terzo aeroplano progettato e costruito dal pioniere dell'aviazione trentino Gianni Caproni. Più grande ma più leggero dei predecessori Ca.1 e Ca.2, era un biplano monomotore a elica traente con configurazione tradizionale; era tuttavia privo della fusoliera, sostituita da una trave formata da due steli di bambù e tre montanti verticali che li collegavano.

## Storia del progetto
Il Caproni Ca.3 fu sviluppato da Gianni Caproni subito dopo i parziali successi rappresentati dai suoi primi due aeroplani, il Ca.1 e il Ca.2 appunto, i quali si erano alzati in volo con successo tra il maggio e l'agosto del 1910 ma erano stati incapaci di atterrare con delicatezza ed erano entrambi andati distrutti al termine del volo inaugurale.

## Tecnica
Il Ca.3 conservava, rispetto ai predecessori, la configurazione biplana con impennaggi in coda e motore traente in testa all'aereo. Se ne differenziava tuttavia per il fatto di essere un sesquiplano, cioè un biplano con l'ala inferiore nettamente più corta di quella superiore; per il carrello, che abbandonava le due ruote stabilizzatrici collocate sotto le estremità alari che avevano caratterizzato il Ca.1 e il Ca.2; per il profilo alare, che introduceva la doppia curvatura suggerita a Caproni dall'amico e collega Henri Coandă; per la mancanza di una vera e propria fusoliera, in luogo della quale erano presenti due travi in bambù (irrigidite da tre montanti verticali) che sorreggevano i piani di coda.

## Impiego operativo
In un articolo pubblicato sulla Lettura Sportiva l'11 gennaio 1911, il giornalista Annibale Arano descrisse così il Ca.3 e alcuni suoi tentativi di prendere il volo presso Malpensa, nell'inverno 1910-1911:
La direzione è tutta concentrata nel volante che ingegnosamente provvede a tutte le manovre. Un bilanciere ai piedi le sussidia. Le ali, mi perdonino i tecnici se i termini sono poco appropriati, si curvano in una specie di doppia curvatura e presentano la particolarità di evitare, possibilmente, i risucchi d'aria. La coda è semirigida e tende a evitare possibili capovolgimenti. Il motore è anteriore, ed il posto per l'aviatore è tra la coda e le ali. Le precauzioni e le prudenze dopo queste ultime tragiche morti, risorgono e s'impongono e lottano coraggiose a scacciare nei limiti del possibile, i lutti che il triste destino prepara ad ali men salde e temerarie.
Si tenta un volo malgrado la neve alta.
L'amico devoto, Zweifel, sale sul seggiolino, e tenta a più riprese.
Ma è inutile. La neve ostacola ogni mossa, ed il N. 3 ritorna fra gli altri fratelli a sonnecchiare finché, dileguato il bianco mantello, più tardi, il vortice turbinoso dell'elica piegherà a terra gli sterpi piccini della brughiera.»
Ulteriori dettagli dell'attività di volo del Ca.3, svolta nella prima metà del 1911, non sono noti.